# Конфіньйон
Конфіньйон (фр. Confignon) — громада  в Швейцарії в кантоні Женева.

## Географія
Громада розташована на відстані близько 135 км на південний захід від Берна, 6 км на захід від Женеви.
Конфіньйон має площу 2,8 км², з яких на 43,5% дозволяється будівництво (житлове та будівництво доріг), 47,1% використовуються в сільськогосподарських цілях, 8,3% зайнято лісами, 1,1% не є продуктивними (річки, льодовики або гори).

## Демографія
2019 року в громаді мешкало 4631 особа (+10,6% порівняно з 2010 роком), іноземців було 17,3%. Густота населення становила 1672 осіб/км².
За віковим діапазоном населення розподілялося таким чином: 24,6% — особи молодші 20 років, 57,2% — особи у віці 20—64 років, 18,1% — особи у віці 65 років та старші. Було 1621 помешкань (у середньому 2,8 особи в помешканні).
Із загальної кількості 1026 працюючих 17 було зайнятих в первинному секторі, 73 — в обробній промисловості, 936 — в галузі послуг.